# Escravidão moderna em Bento Gonçalves
Escravidão moderna em Bento Gonçalves refere-se a um caso em que 207 trabalhadores eram mantidos em situação análoga à escravidão na cidade de Bento Gonçalves, na região vinícola do Rio Grande do Sul. O crime foi desmantelado em 22 de fevereiro de 2023, após três homens fugirem do local onde ficavam confinados e procurarem a polícia. O Ministério Público Federal (MPF) declarou que as pessoas foram "resgatadas (...) em condições degradantes".
O baiano Pedro Augusto Oliveira de Santana, dono da empresa Fênix Serviços Administrativos e Apoio à Gestão de Saúde Ltda, que recrutava os trabalhadores, a maioria de seu estado natal, a Bahia, foi acusado pelo crime. Ele chegou a ser preso, mas aguarda o final das investigações em liberdade [em maio de 2025]. Em abril de 2025, a Fênix foi condenada a pagar mais de R$ 3 milhões de reais a título de danos morais às vítimas. 
Sandro Luiz Fantinel, um vereador de Bento Gonçalvez, também foi condenado, por crime de "discriminação múltipla", após falas de cunho racista contra os baianos. 
O caso repercutiu na grande imprensa nacional, em portais como o g1, CNN Brasil, Folha de S.Paulo, entre outros.

## Contexto

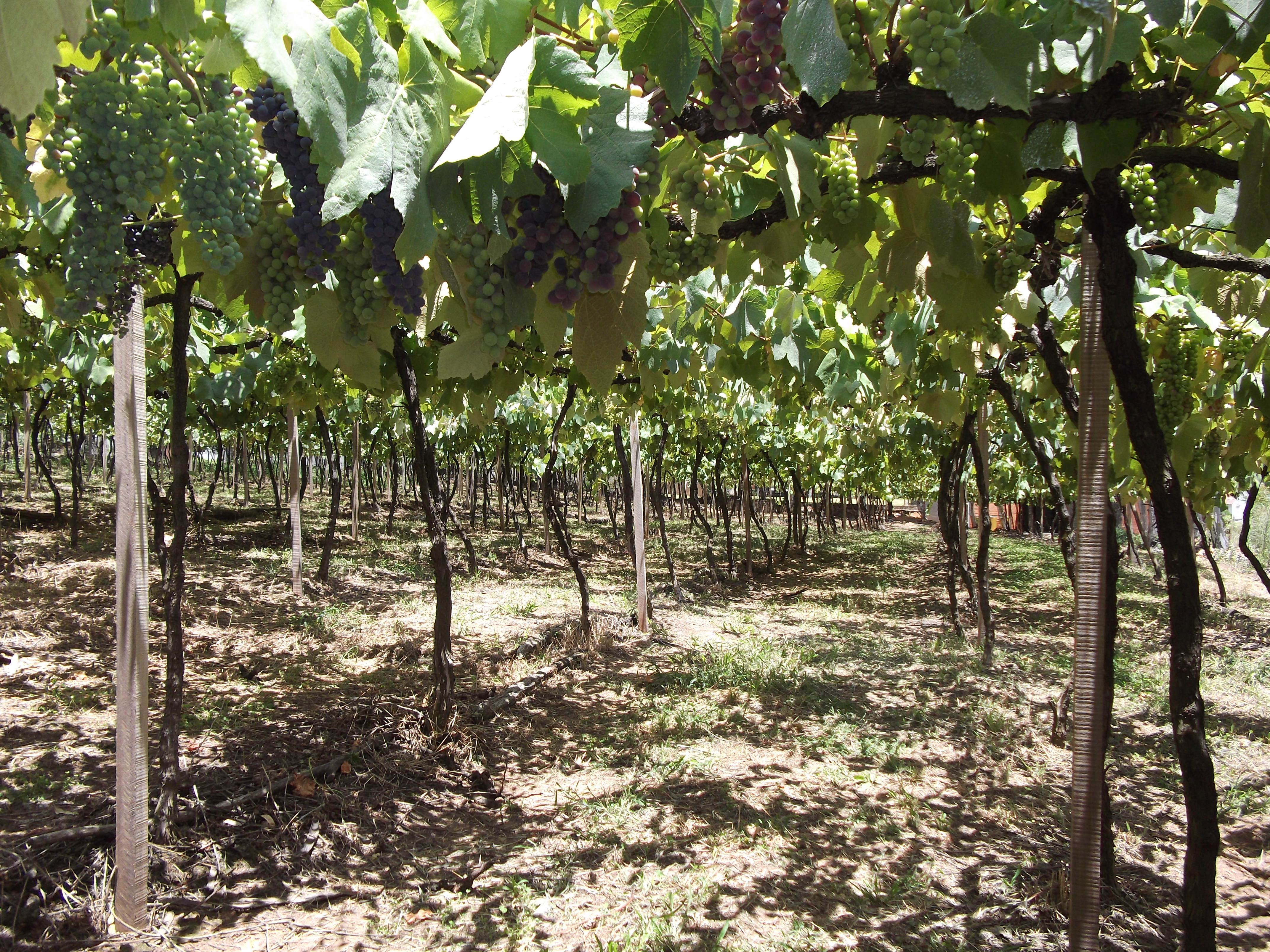
Parreiral em Bento Gonçalves: colheita da uva atrai centenas de trabalhadores todos os anos (imagem meramente ilustrativa)

Todos os anos, durante a vindima - época da colheita da uva - centenas de trabalhadores temporários são contratados para trabalharem na serra gaúcha, tanto em grandes propriedades, como nas menores.

## Crime
A maioria dos trabalhadores havia vindo da Bahia, recrutados para a temporada da vindima de 2022-2023. Eles ficaram alojados numa propriedade do bairro Borgo, em Bento Gonçalves, onde eram submetidos a trabalho análogo à escravidão e maus-tratos. Para o Ministério do Trabalho e Emprego (MTE) eles contaram que foram sujeitos a situações de agressão com choques elétricos e spray de pimenta, cárcere privado e agiotagem. "Como foram recrutados na Bahia, já vieram na viagem para o local de trabalho com dívidas de alimentação e transporte. Fora isso, todo o consumo deles no alojamento era anotado num caderno do mercado local, que vendia os produtos a preços extorsivos. Além disso, eles relataram que iniciavam o trabalho as 4h da madrugada e iam até às 20h ou 21h, numa jornada extremamente exaustiva", reportou o Ministério do Trabalho e Emprego (MTE).
Duzentos e sete (207) trabalhadores foram resgatados.

### Envolvimento de grandes vinícolas
Entre as grandes vinícolas da região, a Aurora, a Garibaldi e a Salton usaram a mão-de-obra terceirizada e, após o crime ser descoberto, pediram desculpas públicas, com todas repudiando o caso de escravidão moderna. A Aurora, última a se manifestar, divulgou uma nota onde se lê que "os recentes acontecimentos envolvendo nossa relação com a empresa Fênix nos envergonham profundamente".

## Investigações, prisão e julgamento
Após três dos trabalhadores conseguirem fugir do alojamento e procurarem a Polícia Rodoviária Federal (PRF), os policiais comunicaram o (MTE). O auditor fiscal do Trabalho, Vanius João de Araújo Corte, fez a inspeção do local, constatando as denúncias, e, na noite de 22 de fevereiro, numa quarta-feira, a PRF resgatou, inicialmente, 150 trabalhadores.
Pedro Augusto Oliveira de Santana, de 45 anos e nascido em Valente, na Bahia, foi preso e encaminhado para a delegacia da Polícia Federal (PF) de Caxias do Sul, sendo depois levado para um presídio em Bento Gonçalves. Santana foi solto posteriormente, através de um habeas corpus. Segundo o portal Metrópoles, o empresário "já teve uma de suas empresas investigadas por crimes semelhantes em Santa Catarina", em 2012 e 2015. 
Em abril de 2025, a Fênix foi condenada a pagar de mais de R$ 3 milhões a título de danos morais às vítimas. 

### Desdobramentos
No dia 24 de fevereiro, segundo o MPT, "os trabalhadores receberam parte das suas verbas rescisórias e foram enviados de volta para seu Estado natal em quatro ônibus fretados, com garantia de custeio da alimentação durante o trajeto". 
No dia 10 de março, as três vinícolas acordaram num Termo de Ajuste de Conduta (TAC) proposto pelo Ministério Público do Trabalho (MPT) o pagamento de R$ 7 milhões de indenização por danos morais individuais e coletivos, sendo que R$ 2 milhões serão destinados aos trabalhadores resgatados e R$ 5 milhões, revertidos para entidades, fundos ou projetos voltados para a reparação do dano. Já Pedro Santana se negou a assinar a TAC, tendo a Justiça autorizado o bloqueio de 3 milhões de reais pertencentes ao empresário para o pagamento de indenizações.
Em abril de 2025 as vítimas também receberam indenizações por danos morais que variavam de 3 a 22 mil reais, conforme o tempo de trabalho. 

## Reações
No dia 22 de fevereiro de 2023, após a ação do MTE, a prefeitura de Bento Gonçalves se solidarizou e disponibilizou imediatamente um ginásio com colchões e outros equipamentos para receber os trabalhadores resgatados. O MTE também acordou com os envolvidos o pagamento das indenizações e direitos trabalhistas e liberou o pagamento de três (03) parcelas de seguro-desemprego.
No dia 27, o ministro dos Direitos Humanos e da Cidadania, Silvio Almeida, disse durante a 52ª sessão do Conselho de Direitos Humanos da Organização das Nações Unidas (ONU), em Genebra, na Suíça, que "o caso dos trabalhadores resgatados em situação semelhante à de escravo (...) mostra a necessidade de uma Política Nacional de Direitos Humanos”.
No dia 28, a Agência Brasileira de Promoção de Exportações e Investimentos (ApexBrasil) suspendeu a participação das vinícolas Aurora, Garibaldi e Salton de suas atividades. "A ApexBrasil é um serviço social autônomo vinculado ao Ministério do Desenvolvimento, Indústria, Comércio e Serviços (MDIC), que promove os produtos brasileiros no exterior", explica o g1.

Também no dia 28, na Câmara de Vereadores de Caxias do Sul, o vereador bolsonarista Sandro Luiz Fantinel (Patriota), em um discurso xenofóbico, posicionou-se favoravelmente ao acusado, dizendo, entre outras coisas:
"E agora o patrão vai ter que pagar empregada para fazer a limpeza todo dia para os 'bonitos' também? É isso que tem que acontecer? Temos que botar eles em hotel cinco estrelas para não ter problema com o Ministério do Trabalho? Não contratem mais aquela gente 'lá de cima'."

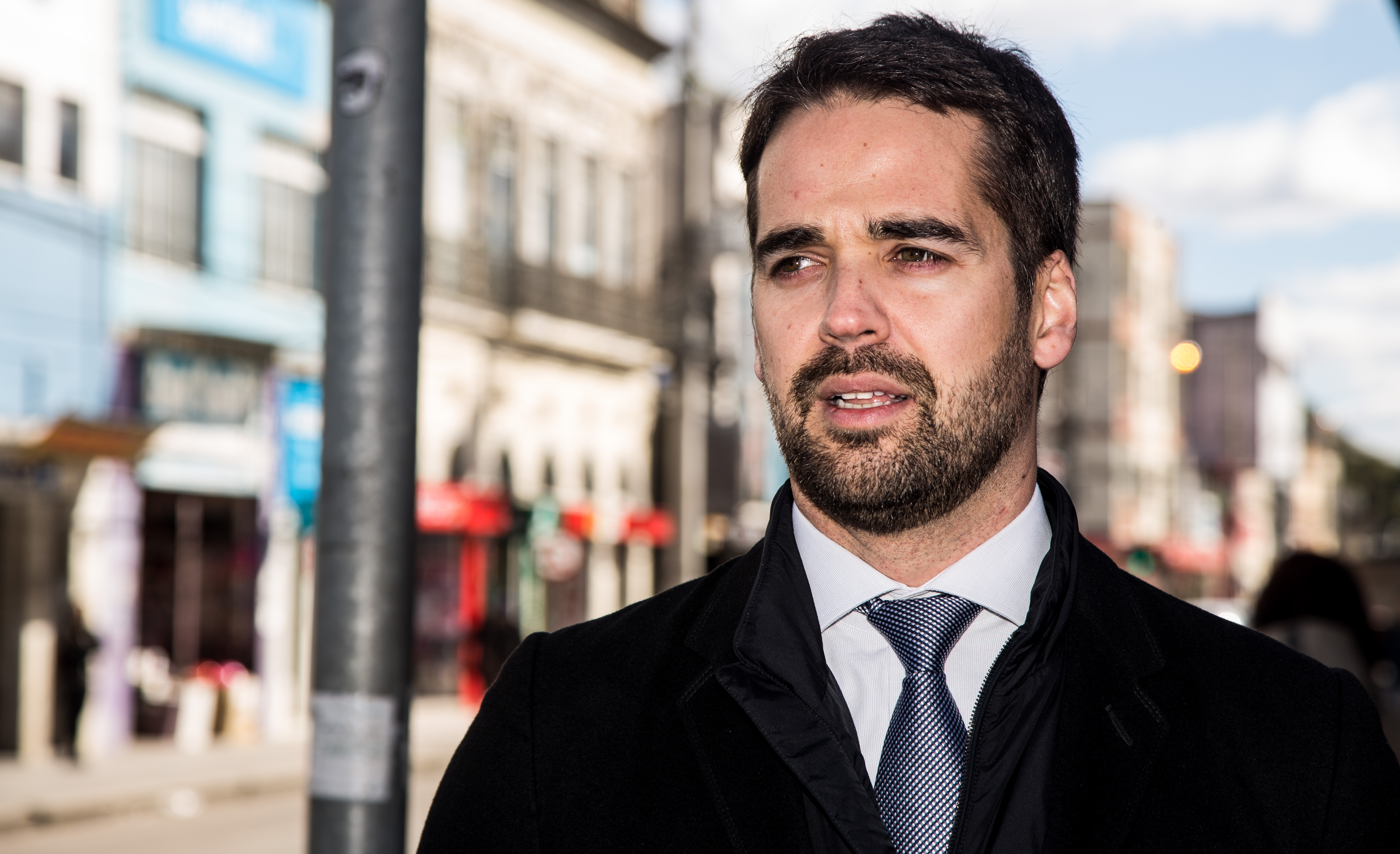
Eduardo Leite, governador do RS, condenou o crime

O governador do Rio Grande do Sul, Eduardo Leite, no mesmo dia, repudiou a fala: "não representa o povo do Rio Grande do Sul. Não admitiremos esse ódio, intolerância e desrespeito na política e na sociedade. Os gaúchos estão de braços abertos para todos, sempre", escreveu no Twitter. Em reunião, ele também criou um grupo de trabalho para intensificar a fiscalização no estado de trabalhadores que trabalham nas colheitas da uva e maçã.
A fala causou revolta entre membros do partido Patriota e Fantinel foi expulso a sigla em 1.º de março. Ele também virou réu numa ação do MPF por "discurso de caráter xenofóbico e discriminatório em relação à origem geográfica, em especial a população que nasceu ou vive no estado da Bahia."
No dia 02 de março, a Câmara Municipal de Caxias do Sul aprovou, por unanimidade (21 votos favoráveis e nenhum contrário), a abertura de processo de cassação do mandato de Fantinel, mas  mas a ação foi rejeitada pelos parlamentares. Dias antes, o presidente da Câmara de Vereadores de Caxias do Sul, José Pascual Dambrós (PSB), havia dito que "a fala de um vereador não representa a cidade".
Sandro Luiz Fantinel foi condenado em dezembro de 2024 por "discriminação múltipla em razão da procedência nacional, da raça e da religião", mas sua defesa recorreu da pena três anos de prisão, perda do cargo público e pagamento de R$ 50 mil de indenização,  mas em 2025, filiado ao Partido Liberal, cumpre seu mandato de vereador normalmente. 